# Jacek Kuderski
Jacek Kuderski (ur. 28 sierpnia 1970 w Mysłowicach) – polski muzyk, kompozytor, wokalista i instrumentalista. Basista i wokalista wspierający w zespole Myslovitz. Członek Akademii Fonograficznej ZPAV.
Pochodzi z Mysłowic. Jest współzałożycielem oraz jednym z  kompozytorów grupy. 
Skomponował: „Scenariusz dla moich sąsiadów”, „Dla ciebie”, „Długość dźwięku samotności”, „Sprzedawcy marzeń”, „Ściąć wysokie drzewa", „Znów wszystko poszło nie tak” czy „Peggy Sue nie wyszła za mąż" oraz wiele innych przebojów zespołu Myslovitz. 
Muzyk ma na koncie dziewięć solowych albumów. 
Wszystkie albumy dostępne są w popularnych serwisach streamigowych.  
Płyty: "Xperyment 2004 - 2007", "Kolonia fabryczna", "W nieznane", "4" oraz "Lepiej bym tego nie ujął" ukazały się również na CD.  

## Dyskografia
Albumy solowe
| Rok  | Tytuł                                                                           |
| ---- | ------------------------------------------------------------------------------- |
| 2008 | "Xperyment 2004-2007" ● Data: 16 maja 2008● Wydawca: EMI Music Poland           |
| 2009 | "Instrumental" ● Data: 1 lipca 2009 ● Wydawca: Jacek Kuderski                   |
| 2012 | "Kolonia fabryczna" ● Data: 14 maja 2012● Wydawca: Polskie Radio                |
| 2015 | "W nieznane" ● Data: 13 listopada 2015● Wydawca: Metal Mind Productions         |
| 2018 | "4" ● Data: 19 kwietnia 2018● Wydawca: Jacek Kuderski                           |
| 2020 | "Lepiej bym tego nie ujął" ● Data: 28 sierpnia 2020 ● Wydawca: Jacek Kuderski   |
| 2023 | "Duchy strategicznej gry " ● Data: 1 lutego 2023 ● Wydawca: Jacek Kuderski      |
| 2024 | "La Fontaine" ● Data: 23 lutego 2024 ● Wydawca: Jacek Kuderski                  |
| 2024 | "Nic na zawsze nie jest dane" ● Data: 5 września.2024 ● Wydawca: Jacek Kuderski |